# Saint-Paterne-Racan
Pour les articles homonymes, voir Saint Paterne et Racan.
Saint-Paterne-Racan est une commune française située dans le département d'Indre-et-Loire en région Centre-Val de Loire.

## Géographie

### Localisation et communes limitrophes
Dans la région naturelle de la Gâtine tourangelle, la commune est située presque en limite du département d'Indre-et-Loire et Chenu à l'ouest, l'une des huit commues limitrophes de Saint-Paterne-Racan, se trouve d'ailleurs dans le département voisin de la Sarthe.
À vol d'oiseau, Saint-Paterne-Racan se trouve au nord-nord-ouest de Tours, à une distance de 28,18 km et à 49,84 km au sud-sud-est du Mans. Château-Renault, le bureau centralisateur du canton dont fait partie Saint-Paterne-Racan, se trouve à 31,85 km vesr l'est. Toutefois, la commune sarthoise de Montval-sur-Loir, un peu plus peuplée que Château-Renault, n'est située qu'à 10,82 km au nord-nord-ouest de Saint-Paterne-Racan.
| Saint-Aubin-le-Dépeint | Saint-Christophe-sur-le-Nais/Villebourg | Bueil-en-Touraine   |
| Chenu (72)             | Saint-Paterne-Racan                     | Neuvy-le-Roi        |
| Brèches                | Sonzay                                  | Neuillé-Pont-Pierre |

| - OpenStreetMap Saint-Paterne-Racan et son environnement - Saint-Paterne-Racan et ses communes limitrophes. - Saint-Paterne-Racan (en rouge) dans le canton de Château-Renault (en vert). - OpenStreetMap Saint-Paterne-Racan à vol d'oiseau. |

### Géologie et relief
- Ville-centre
- Limites communales

Carte géologique de Saint-Paterne-Racan,.
Ville-centre
c2 Tj : tuffeau jaune (Turonien)
c3-5 : craie de Villedieu (Coniacien)
e : argiles à silex (Paléogène)
e-g : marne, calcaire lacustre (Paléogène)
Rc : argiles à silex (Tertiaire)
C : colluvions (Quaternaire)
LP : limon éolien des plateaux (Quaternaire)
Fz : alluvions récentes (Quaternaire)

Le territoire communal de Saint-Paterne-Racan se développe sur des plateaux au relief peu accentué, coupé par les vallées des cours d'eau. Le point culminant est situé au sud de la commune (134 m) et le point le plus bas (65 m) se trouve au nord du chef-lieu communal, là où la rivière de L'Escotais quitte la commune.
Le socle crétacé du sous-sol de Saint-Paterne-Racan est composé de tuffeau jaune du Turonien supérieur (c2 Tj), mais il n'affleure que là où les cours d'eau ont entaillé les strates supérieures ; ce tuffeau est recouvert par du calcaire coniacien (c3-5) dit « craie de Villedieu » qui affleure encore par places. De nombreuses carrières ont exploité le tuffeau et la craie de Villedieu. La strate supérieure est composée d'argiles à silex (e et Rc) provenant de la dégradation des formations crétacées. Au sud-est de la commune, des dépôts de marnes et de calcaire lacustre (e-g) ont lieu au Paléogène, annonçant la transition vers les sols de la Champeigne tourangelle, plus au sud dans le département, entre Loire et Cher. Enfin, les versants des vallons sont souvent tapissés de colluvions (C) tandis que le fond des vallées des cours d'eau est recouvert d'alluvions quaternaires (Fz) et que des placages de limon éolien des plateaux (LP) sont déposés sur les points hauts,,.
En 2023, avec 47,77 km2, Saint-Paterne-Racan est la quinzième plus grande commune des 272 que compte le département. Son territoire s'étend sur plus de 10 km d'ouest en est et presque 7 km du nord au sud.

### Hydrographie

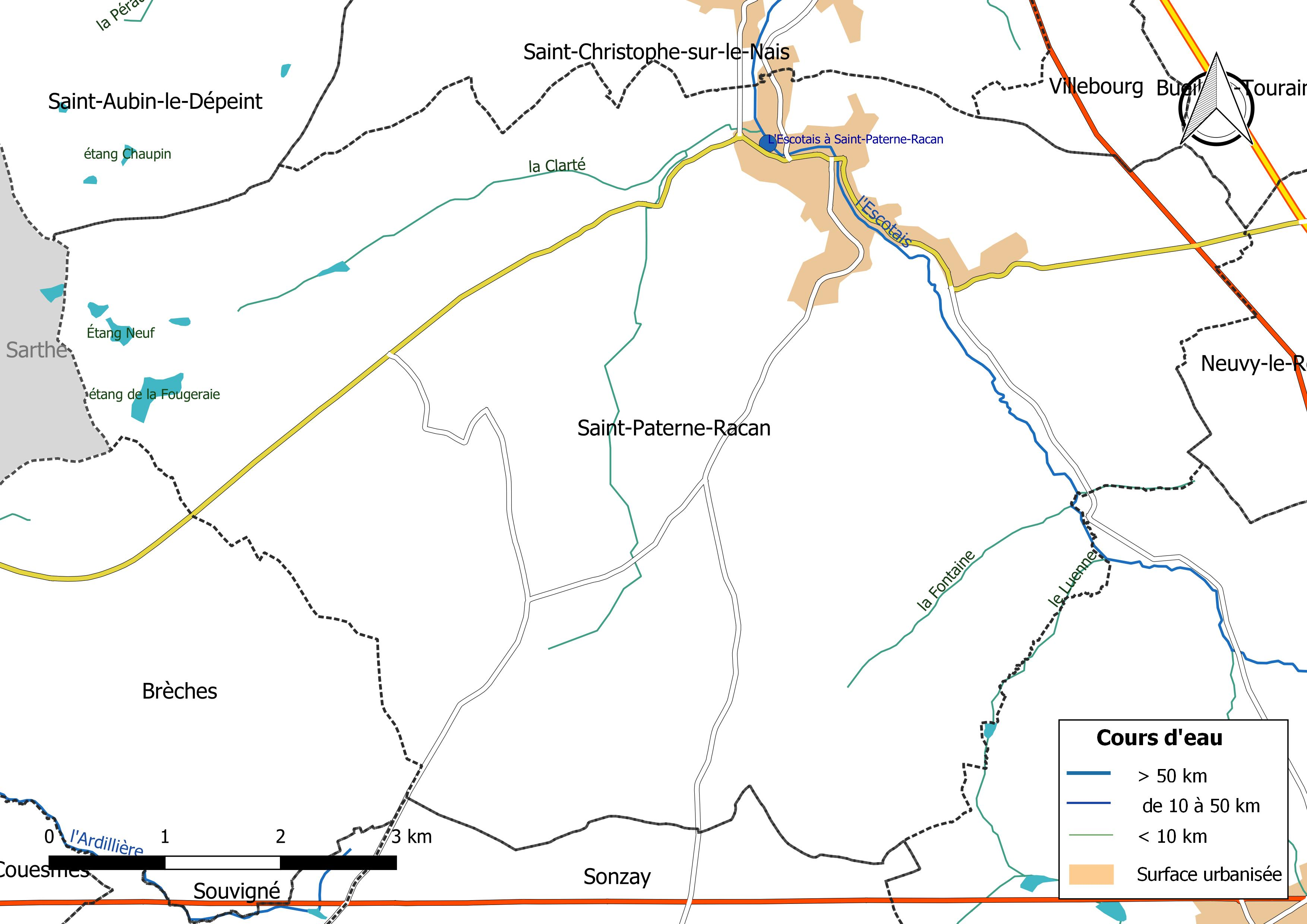
Réseau hydrographique de Saint-Paterne-Racan.

Le réseau hydrographique communal, d'une longueur totale de 20,45 km, comprend un cours d'eau notable, l'Escotais (5,44 km), et cinq petits cours d'eau dont la Clarté (5,092 km), la Fontaine (2,558 km) et le Luenne (1,224 km),.

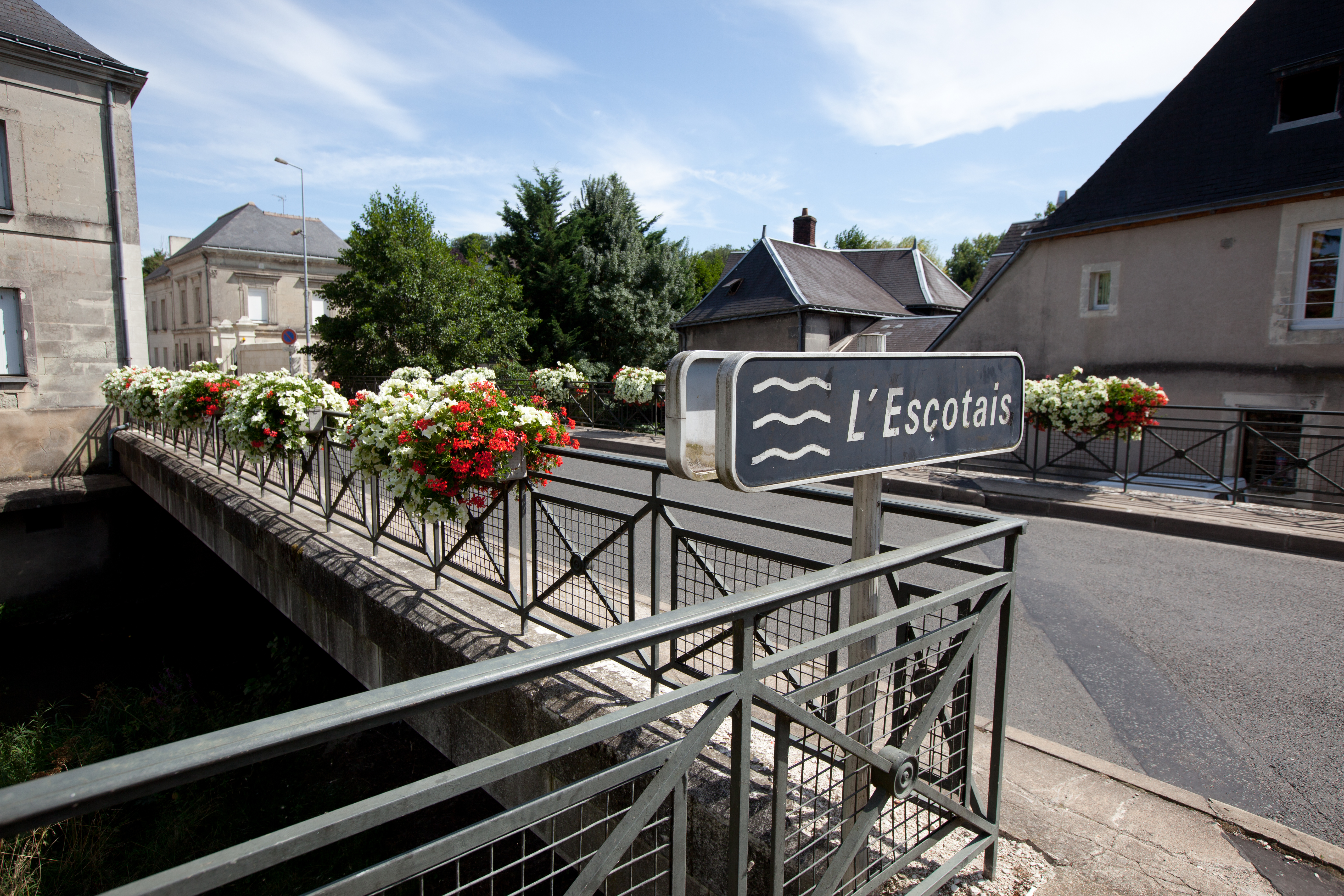
L'Escotais dans sa traversée du bourg de Saint-Paterne-Racan.

L'Escotais, d'une longueur totale de 23,6 km, prend sa source dans la commune de Neuillé-Pont-Pierre et se jette dans le Loir à Dissay-sous-Courcillon (Sarthe) après avoir traversé 4 communes. La station hydrométrique de Saint-Paterne-Racan permet de caractériser les paramètres hydrométriques de l'Escotais. Le débit mensuel moyen (calculé sur 51 ans pour cette station) varie de 0,09 m3/s au mois d'août  à 0,66 m3/s au mois de février. Le débit instantané maximal observé sur cette station est de 22,4 m3/s le 2 février 2013,. Ce cours d'eau est classé dans la liste 2 au titre de l'article L. 214-17 du code de l'environnement sur le Bassin Loire-Bretagne. Du fait de ce classement, tout ouvrage doit être géré, entretenu et équipé selon des règles définies par l'autorité administrative, en concertation avec le propriétaire ou, à défaut, l'exploitant.
Sur le plan piscicole, l'Escotais est classé en première catégorie piscicole. Le groupe biologique dominant est constitué essentiellement de salmonidés (truite, omble chevalier, ombre commun, huchon).
Six zones humides ont été répertoriées sur la commune par la direction départementale des Territoires (DDT) et le conseil départemental d'Indre-et-Loire : « la vallée du Ruisseau de la Duire », « la vallée de l'Escotais de Neuillé-Pont-Pierre à Saint-Paterne-Racan », « la vallée du Ruisseau de Luenne », « l'étang de la Verrerie », « l'étang de la Fougeraie » et « la vallée du Ruisseau de la Clarie »,.

### Climat
Pour des articles plus généraux, voir Climat du Centre-Val de Loire et Climat d'Indre-et-Loire.
En 2010, le climat de la commune est de type climat océanique dégradé des plaines du Centre et du Nord, selon une étude du CNRS s'appuyant sur une série de données couvrant la période 1971-2000. En 2020, Météo-France publie une typologie des climats de la France métropolitaine dans laquelle la commune est dans une zone de transition entre le climat océanique et le climat océanique altéré et est dans la région climatique Moyenne vallée de la Loire, caractérisée par une bonne insolation (1 850 h/an) et un été peu pluvieux.
Pour la période 1971-2000, la température annuelle moyenne est de 11,3 °C, avec une amplitude thermique annuelle de 15 °C. Le cumul annuel moyen de précipitations est de 728 mm, avec 10,8 jours de précipitations en janvier et 6,8 jours en juillet. Pour la période 1991-2020, la température moyenne annuelle observée sur la station météorologique de Météo-France la plus proche, sur la commune de Saint-Christophe-sur-le-Nais à 2 km à vol d'oiseau, est de 12,1 °C et le cumul annuel moyen de précipitations est de 682,2 mm,. Pour l'avenir, les paramètres climatiques de la commune estimés pour 2050 selon différents scénarios d'émission de gaz à effet de serre sont consultables sur un site dédié publié par Météo-France en novembre 2022.

### Paysages et biodiversité
La Gâtine tourangelle, autrefois très boisée, connaît ses premiers défrichements importants sous l'impulsion de Foulques II d'Anjou et de Renaud de Vendôme Les moines de l'abbaye de Marmoutier et ceux de La Clarté-Dieu poursuivent cette tâche. Les caractéristiques topographiques et pédologiques ainsi que ces interventions humaines ont façonné la physionomie moderne de la commune.
Cinq paysages différents se côtoient sur le territoire de la commune : les vallées de l'Escotais et de ses ruisseaux affluents, le plateau céréalier et les vergers intensifs de pommiers au sud, les petites parcelles de pommiers très morcelées au nord-est, le bocage avec des prés enclos de haies dans la vallée de la Fontaine et la zone de bois et d'étangs au nord-ouest, là où les sols sont les plus pauvres,.
Quatre espaces protégés sont recensés à Saint-Paterne-Racan et intéressent partiellement son territoire.
La zone naturelle d'intérêt écologique, faunistique et floristique (ZNIEFF) continentale type I de l'« Aulnaie de La Clarté-Dieu » couvre un peu moins de 15 ha. Elle est caractérisée par la présence, au fond d'un vallon humide d'une aulnaie marécageuse, écosystème rare en région Centre-Val de Loire et comptant près de 90 000 arbres.
La ZNIEFF continentale de type I dite « Prairie humide de la Pierre Levée » est de petite taille (3,18 ha). Située en bordure de l'Escotais, elle est entretenue de manière traditionnelle par une fauche périodique à laquelle elle doit son bon état de conservation, ce qui permet le maintien d'une flore riche et diversifiée, notamment plusieurs espèces d'Orchidées.
Un espace protégé hors Natura 2000 est constitué par la « Butte tourbeuse de la Raguennerie » d'une superficie de 0,73 ha. La présence d'une nappe captive piégée par les formations argilo-silicieuses et marneuses qui la couvrent a provoqué le bombement du sol et la constitution d'un biotope tourbeux. Pendant le Seconde Guerre mondiale, la tourbe de Saint-Paterne-Racan est brièvement exploitée pour tenter de remédier à la pénurie de charbon.
L'inventaire national du patrimoine naturel signale la présence d'un site bio-archéologique au lieu-dit « les Pièces du Vigneau », sans en fournir de descriptif. Les Pièces du Vigneau sont localisées au nord-est du territoire communal ; l'une des zones d'activités de Saint-Paterne-Racan y est installée.

## Urbanisme

### Typologie
Au 1er janvier 2024, Saint-Paterne-Racan est catégorisée commune rurale à habitat dispersé, selon la nouvelle grille communale de densité à sept niveaux définie par l'Insee en 2022.
Elle appartient à l'unité urbaine de Saint-Paterne-Racan, une agglomération intra-départementale regroupant deux  communes, dont elle est ville-centre,,. Par ailleurs la commune fait partie de l'aire d'attraction de Tours, dont elle est une commune de la couronne,. Cette aire, qui regroupe 162 communes, est catégorisée dans les aires de 200 000 à moins de 700 000 habitants,.

### Occupation des sols

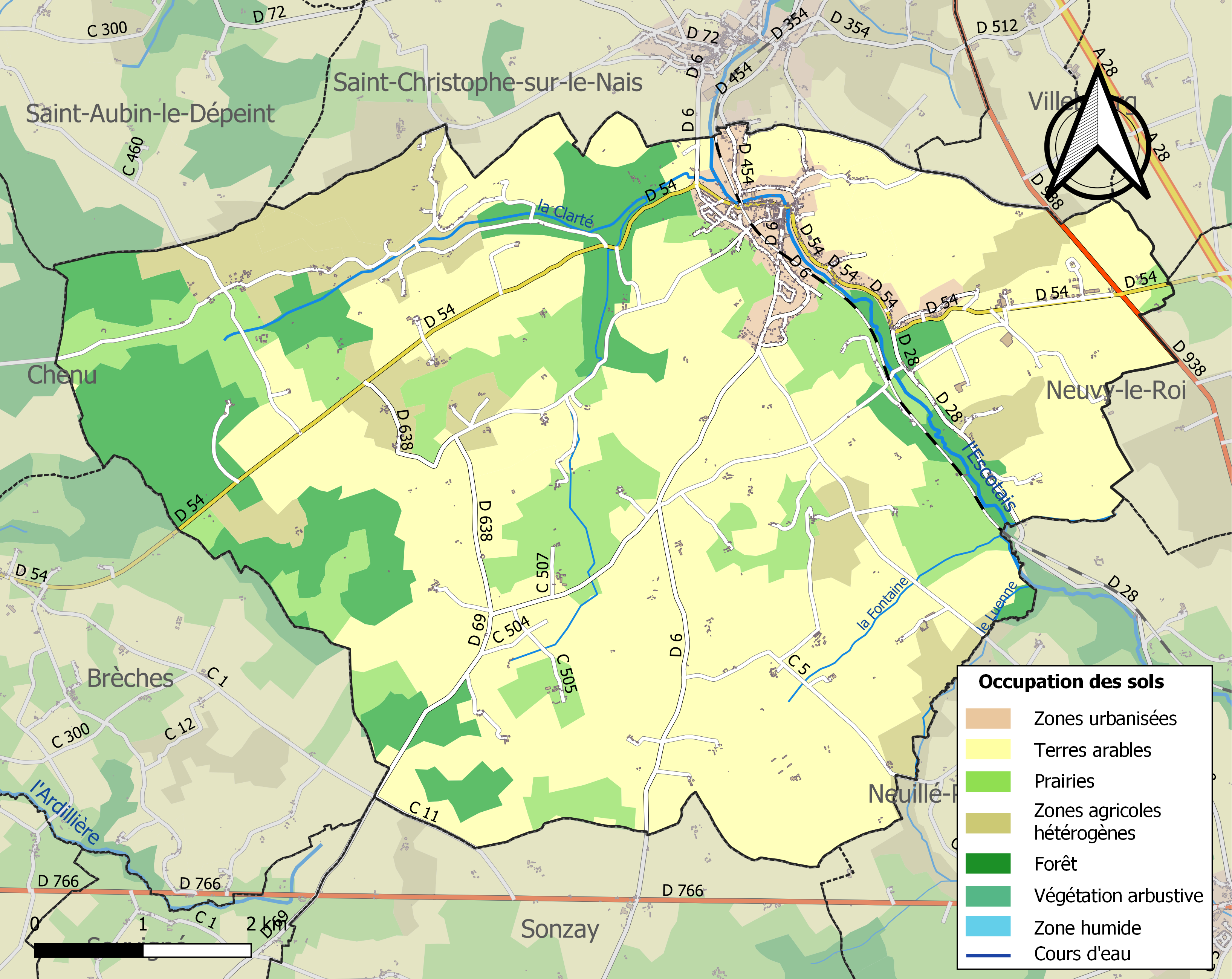
Carte des infrastructures et de l'occupation des sols de la commune en 2018 (CLC).

L'occupation des sols de la commune, telle qu'elle ressort de la base de données européenne d’occupation biophysique des sols Corine Land Cover (CLC), est marquée par l'importance des territoires agricoles (82,2 % en 2018), une proportion sensiblement équivalente à celle de 1990 (82,5 %). La répartition détaillée en 2018 est la suivante : 
terres arables (53,2 %), prairies (14,8 %), forêts (14,5 %), zones agricoles hétérogènes (10,6 %), cultures permanentes (3,6 %), zones urbanisées (3,2 %). L'évolution de l’occupation des sols de la commune et de ses infrastructures peut être observée sur les différentes représentations cartographiques du territoire : la carte de Cassini (XVIIIe siècle), la carte d'état-major (1820-1866) et les cartes ou photos aériennes de l'IGN pour la période actuelle (1950 à aujourd'hui).

### Logement
Le tableau ci-dessous présente une comparaison de quelques indicateurs chiffrés du logement pour Sain-Paterne-Racan et l'ensemble de l'Indre-et-Loire en 2020,.
|                                                        | Sain-Paterne-Racan | Indre-et-Loire |
| ------------------------------------------------------ | ------------------ | -------------- |
| Parc immobilier total (en nombre d'habitations)        | 889                | 330 454        |
| Part des résidences principales (en %)                 | 85,5               | 86,7           |
| Part des logements vacants (en %)                      | 9,5                | 8,6            |
| Part des ménages propriétaires de leur logement (en %) | 73,5               | 58,9           |

Si la part des résidences principales et celle des logements vacants diffèrent peu entre Saint-Paterne-Racan et l'ensemble de l'Indre-et-Loire, le logement locatif ou à titre gratuit est beaucoup moins fréquent dans la commune que dans le département.
Le parc immobilier communal aumente fortement depuis le dernier quart du XXe siècle. Saint-Paterne-Racan compte 404 maisons en 1846 et 551 en 1968, mais déjà 687 en 1990 et 814 en 2009,.

### Risques majeurs
Le territoire de la commune de Saint-Paterne-Racan est vulnérable à différents aléas naturels : météorologiques (tempête, orage, neige, grand froid, canicule ou sécheresse), mouvements de terrains et séisme (sismicité très faible). Un site publié par le BRGM permet d'évaluer simplement et rapidement les risques d'un bien localisé soit par son adresse soit par le numéro de sa parcelle.

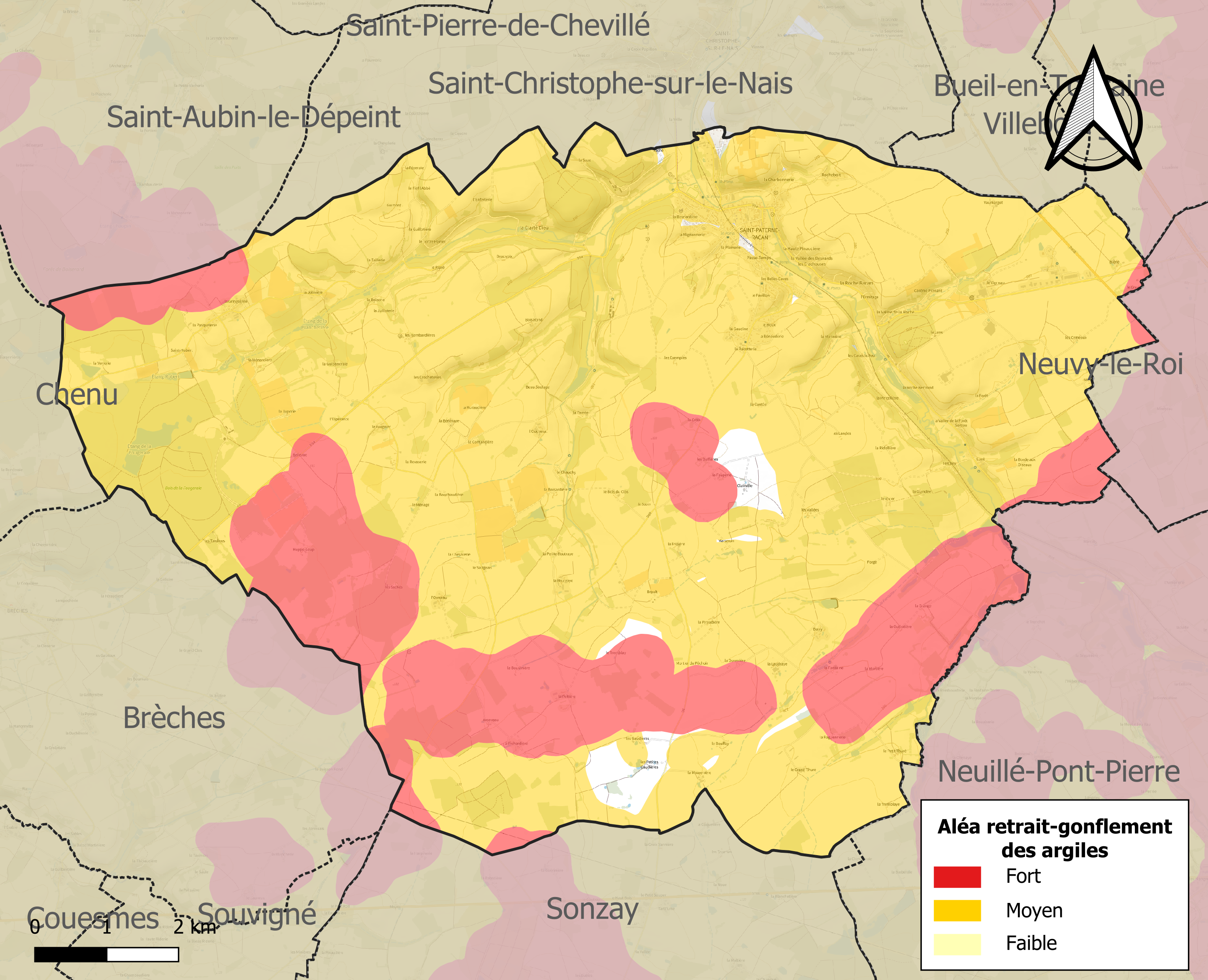
Carte des zones d'aléa retrait-gonflement des sols argileux de Saint-Paterne-Racan.

La commune est vulnérable au risque de mouvements de terrains constitué principalement du retrait-gonflement des sols argileux. Cet aléa est susceptible d'engendrer des dommages importants aux bâtiments en cas d’alternance de périodes de sécheresse et de pluie. 98,2 % de la superficie communale est en aléa moyen ou fort (90,2 % au niveau départemental et 48,5 % au niveau national). Sur les 891 bâtiments dénombrés sur la commune en 2019, 868 sont en aléa moyen ou fort, soit 97 %, à comparer aux 91 % au niveau départemental et 54 % au niveau national. Une cartographie de l'exposition du territoire national au retrait gonflement des sols argileux est disponible sur le site du BRGM,.
Concernant les mouvements de terrains, la commune a été reconnue en état de catastrophe naturelle au titre des dommages causés par la sécheresse en 1990 et par des mouvements de terrain en 1999 et 2013.
Le sol du bassin versant de l'Escotais est argileux et relativement imperméable ; il ne peut absorber de fortes précipitations dont le trop-plein arrive à la rivière. Les crues de l'Escotais peuvent ainsi être soudaines et abondantes : pour le seul hiver 1787-1788, la rivière est ainsi sortie de son lit à vingt-et-une reprises et, les 2 et 3 janvier 1961, alors qu'il est tombé 50 mm d'eau en 12 heures, « les bancs flottent dans l'église ».

### Voies de communication et transport

#### Réseaux de transports en commun

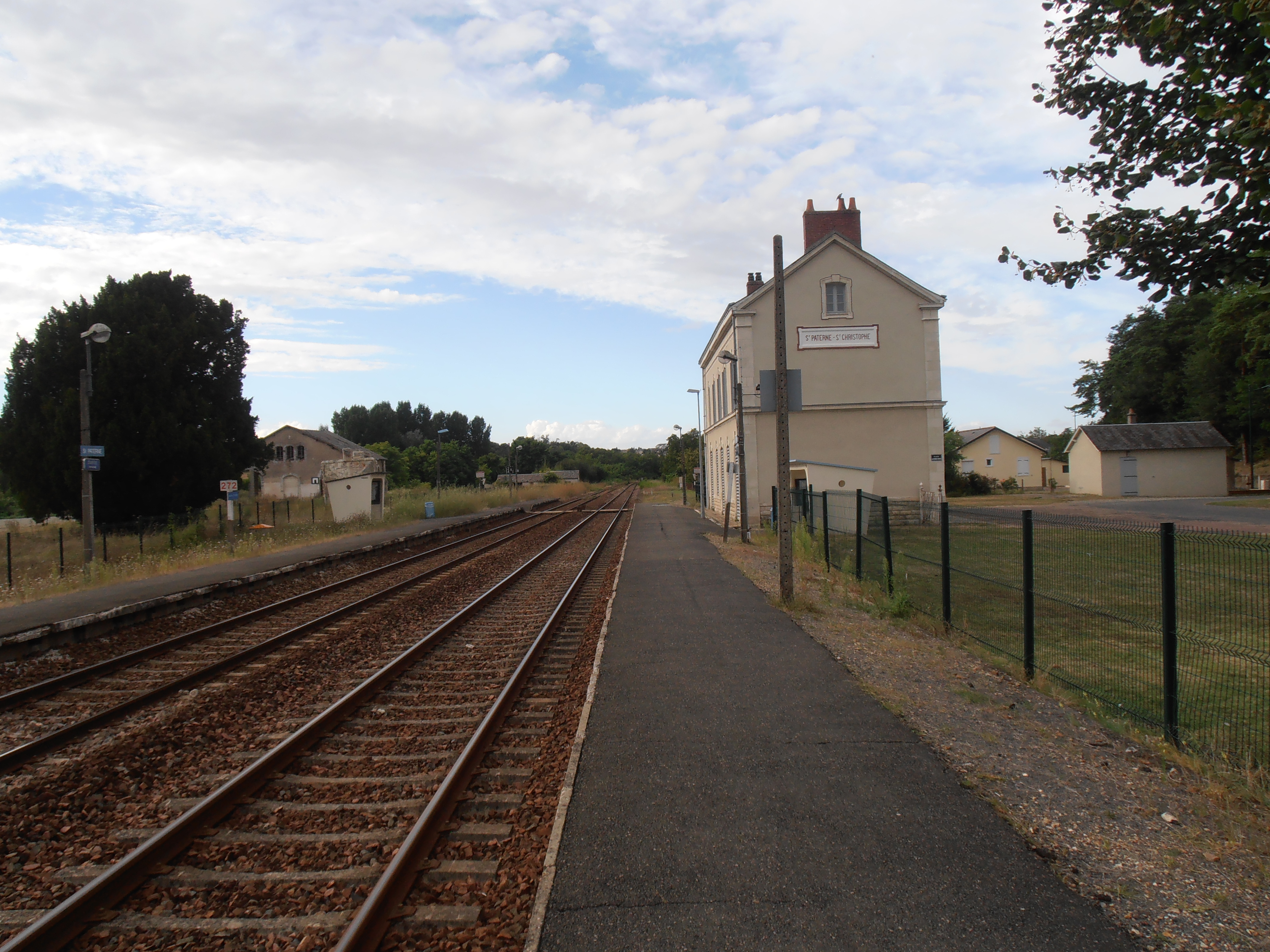
Gare de Saint-Paterne - Saint-Christophe, en direction du Mans.

La ligne de Tours au Mans est parcourue par des rames TER mais seules quelques circulations font halte à Saint-Paterne-Racan.
Saint-Paterne-Racan est desservie par les autocars de la ligne M (Tours <> Montval-sur-Loir) du Réseau de mobilité interurbaine.

#### Réseau autoroutier et routier
L'autoroute A28 d'Abbeville à Tours par le Mans passe à l'est de Saint-Paterne-Racan mais aucune entrée-sortie ne permet, pour les habitants de la commune, d'y accéder de manière aisée.
La pointe nord-est du territoire communal est coupée par la route de Tours au Mans puis à Rouen (D938 en Indre-et-Loire) mais cette voie, qui évite la vallée de l'Escotais, ne dessert pas la ville-centre ; elle est accessible depuis ce dernier via la D54 qui longe vers le sud la vallée de l'Escotais vers Neuvy-le-Roi. Cette même D54, au départ du centre, se dirige vers l'ouest pour atteindre Château-la-Vallière. Au sud, la route d'Angers à Blois (D766) tangente la limite sud de Saint-Paterne-Racan.

## Toponymie et hydronymie

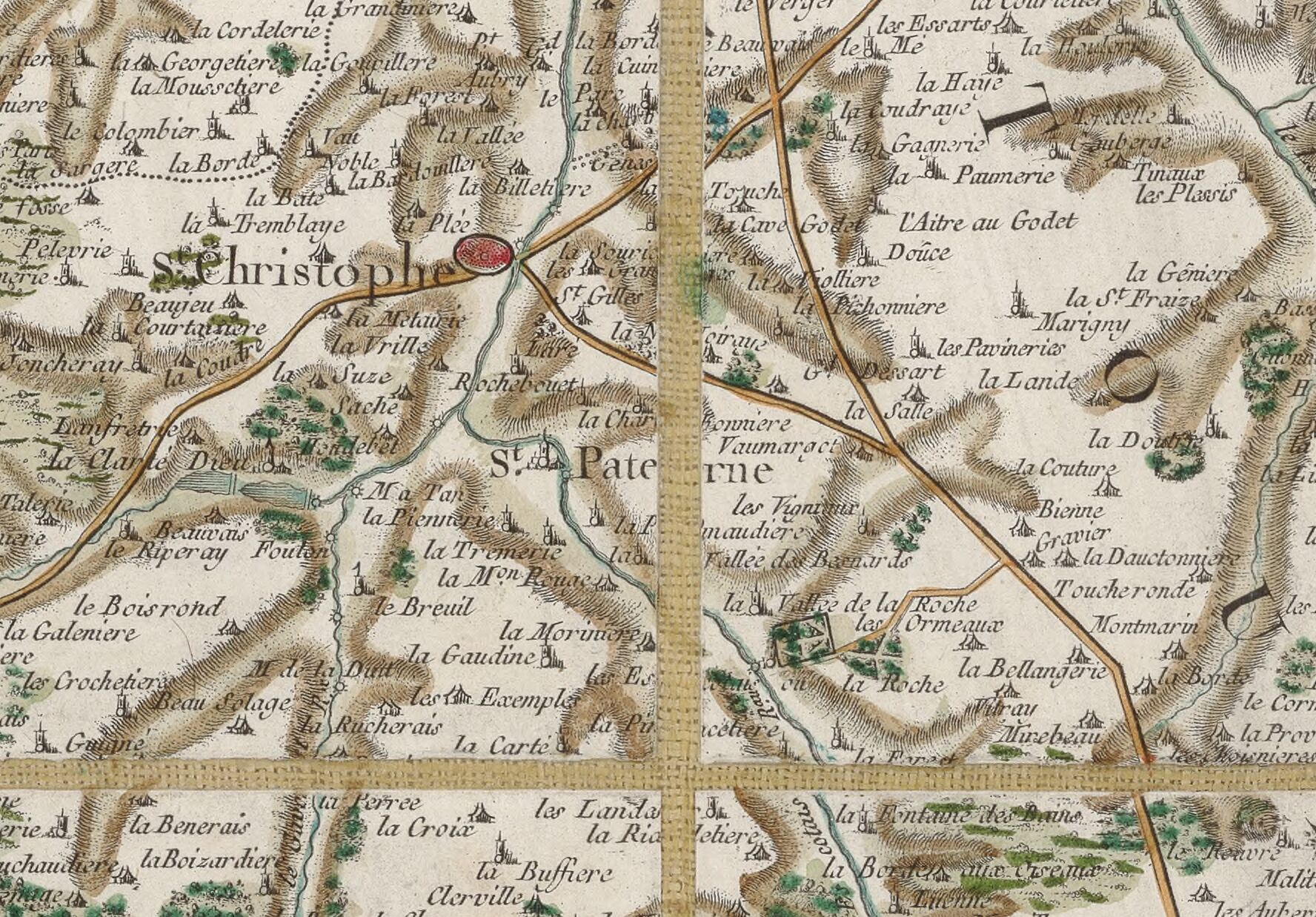
« St-Paterne » sur la carte de Cassini.

| Attestation ancienne du toponyme Saint-Paterne-Racan, : - Sanctus Paternus : 849, charte de la collégiale de Saint-Martin ; - Parochia Sancti Paterni : 1241 et 1290, charte de l'abbaye de La Clarté-Dieu ; - ecclesia Sancti Paterni : XIIIe siècle, cartulaire de l'archevêché de Tours ; - Saint Pater : avant 1402, cartulaire de l'archevêché de Tours ; - St-Paterne : 1760-1764, carte de Cassini ; - Les Bains : 1794-1795, décision municipale 14 pluviôse an II (2 février 1794) ; - Saint-Paterne-Racan : 1932, délibération du conseil municipal. |

Paternus, issu de l'adjectif latin paternus (« paternel »), est un cognomen fréquent. Il est difficile de savoir quel personnage a donné son nom à la paroisse : il peut s'agir de Paterne, évêque de Vannes ou de Paterne, évêque d'Avranches dont les reliques ont pu transiter par la Touraine pour les soustraire aux invasions normandes, ou encore de Paterne de Sens, mort en martyr vers 726 et dont la fête, le 12 novembre, était autrefois célébrée en Touraine.
Au cours de la Révolution française, la commune, alors nommée simplement « Saint-Paterne », porte provisoirement à partir du 14 pluviôse an II (2 février 1794) et pour deux ans à peine le nom de « Les Bains », mais les raisons de ce choix sont inconnues ; peut-être ce nom est-il emprunté à une ferme et une fontaine sur le territoire communal.
Honorat de Bueil de Racan, né en 1589 à Aubigné-Racan (Sarthe), seigneur de Racan, possède le château de la Roche à Saint-Paterne. Il le vend au comte Michel Roland des Escotais le 2 novembre 1745,. C'est par une délibération du conseil municipal en date du 29 février 1932 que le nom de la commune est changé en « Saint-Paterne-Racan » alors que, dès 1918, l'administration demandait une modification, jusque là refusée, pour différencier la commune d'Indre-et-Loire de Saint-Paterne dans la Sarthe.
L'Escotais ne prend ce nom qu'à la fin de XVIIIe siècle ; c'est celui du comte des Escotais, dont le cours d'eau arrose les terres, et qui possède alors également le Plessis de Bueil. Auparavant, la rivière était dénommée le Nais, nom qu'elle a gardé sur la commune limitrophe de Saint-Christophe sur-le-Nais.

## Histoire

### De la Préhistoire à l'Antiquité
Si quelques traces d'occupation humaine sur le territoire peuvent être datées du Paléolithique moyen (80000 av. J.-C.), c'est au Néolithique, vers 3500 av. J.-C., que les premiers implantations importantes sont identifiées. Se rattache à cette période un grand polissoir, découvert en 1979 dans le parc du château d'Hodebert ; mesurant 2,00 × 1,80 × 0,80 m, il présente dix stries parallèles et onze cuvettes,. C'est également dans cette période que sont érigés la plupart des menhirs d'Indre-et-Loire, dont celui de la Pierre-Levée, à l'est du territoire communal, qui mesure 2,90 m de haut et 2,55 m de large, mais il est possible qu'il ait été plus haut et qu'il ait été brisé,.

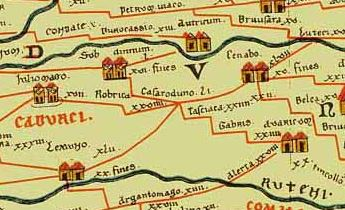
Extrait de la table de Peutinger avec la voie Tours-Le Mans.

Des forges, à la limite nord-ouest de la commune, sont en activité depuis le milieu du IVe siècle av. J.-C. jusqu'au milieu du IVe siècle apr. J.-C. Elles traitent le minerai de fer extrait sur le territoire voisin de Saint-Aubin-le-Dépeint. À l'extrême sud de la commune, deux sources semblent aménagées, à l'époque gauloise ou romaine et à des fins domestiques ou religieuses, par la pose d'un cuvelage en bois.
Il est probable que la vallée de l'Escotais soit occupée dès l'Antiquité, mais aucun vestige ne permet de l'attester. La voie romaine de Caesarodunum (Tours) à Vindunum (Le Mans) est mentionnée sur la table de Peutinger. Sur cet itinéraire figure l'étape Fines qui pourrait être Chenu ou Vaas. Le tracé de cette voie sur le terrain est partiellement reconnu : recouverte par une succession de limites parcellaires, de chemins ou de routes modernes venant de Sonzay au sud, elle matérialise la frontière entre cette commune et Saint-Paterne-Racan avant de s'engager sur le territoire de Brèches. Les photographies aériennes révèlent, dans ce secteur, des structures assimilables à des villas ou des gîtes d'étape manifestement liées à la voie.

### Moyen Âge et époque moderne
Grégoire de Tours mentionne l'existence, à la fin du VIe siècle, d'une église à Theuré bâtie par Euphrône de Tours et la fondation en 580 d'une « parochia Paternacense » bien qu'il puisse s'agir de Saint-Paterne ou de Pernay. Ce n'est qu'au IXe siècle qu'apparaissent les premières sources écrites évoquant avec certitude la paroisse de Saint-Paterne, une charte de la collégiale Saint-Martin en 849 et un diplôme de Charles II le Chauve en 886.
Au Moyen Âge, le territoire paroissial de Saint-Paterne dépend de trois seigneuries distinctes, l'abbaye de La Clarté-Dieu (nord-ouest), la Roche (est) et la prévôté d'Oé (toute la grande partie centrale du nord au sud, incluant le bourg). Les seigneuries détiennent le droit de haute et de basse justice sur leurs territoires respectifs mais la prévôté d'Oé, créée en 1119, étant la plus étendue, est la plus puissante : outre Saint-Paterne, elle couvre également une partie de Notre-Dame-d'Oé, Sonzay, Neuillé-Pont-Pierre, Bueil-en-Touraine, Neuvy-le-Roi et Chemillé-sur-Dême.
Honorat de Bueil de Racan, né en 1589 à Aubigné-Racan (Sarthe), seigneur de Racan, possède le château de la Roche à Saint-Paterne. Il le vend au comte Michel Roland des Escotais le 2 novembre 1745.
Le 22 mars 1768, un incendie part de la forge d'un maréchal-ferrant et se propage, par la paille dont le sol des rues est jonchée, à 38 maisons (le tiers du bourg), au presbytère et à l'église qui sont, soit totalement détruits, soit fortement endommagés. Louis XV autorise, en août de la même année, une réduction des impôts pour les habitants sinistrés,.
Au XVIIIe siècle, Saint-Paterne souffre d'un fort enclavement. Le bourg, très excentré, n'est relié aux hameaux de la paroisse que par des chemins non empierrés et impraticables en hiver ou après des pluies. Pour se rendre à Tours, il faut emprunter un chemin étroit à sa sortie du bourg et qui passe par la Roche.
Un relevé des activités professionnelles montre qu'à la fin du XVIIIe siècle l'agriculture emploie 54 % des actifs de Saint-Paterne, suivie par l'artisanat textile avec 30 %.

### Époque contemporaine

#### De la Révolution française à la fin duXIXesiècle
Le cahier de doléances rédigé le 1er mars 1789 est semblable à beaucoup d'autres : il demande une simplification et une répartition plus juste de l'impôt, la suppression des droits féodaux et religieux excessifs, mais ne remet pas en cause la royauté ; il mentionne aussi un point moins couramment cité, l'unification des systèmes de poids et mesures dont la disparité est un obstacle au développement du commerce. La Révolution française est vécue avec un certain recul, voire une certaine indifférence, même si elle s'accompagne des habituels tiraillements entre et républicains, entre laïcs et religieux. La Guerre de Vendée a plus d'impact au niveau local, car elle entraîne des réquisitions en hommes, charrettes et chevaux, ce qui nuit fortement aux travaux des champs, surtout pendant l'été 1793.
Jusqu'à la guerre de 1870, les différentes municipalités de Saint-Paterne ne manquent pas d'adresser, au nom des habitants et de leurs élus, des messages de soutien aux régimes et aux gouvernements qui se succèdent en France.
C'est au XIXe siècle qu'ont lieu d'importants travaux visant à rompre l'isolement de la commune et plus particulièrement de son bourg, avec le percement de véritables routes rejoignant Château-la-Vallière et Neuvy-le-Roi à l'ouest et à l'est, Sonzay au sud et  Neuillé-Pont-Pierre au sud-est. Le projet d'une ligne ferroviaire reliant Tours au Mans avec une gare à Saint-Paterne-Racan est lancé en 1853 et la concession est attribuée à la Compagnie du chemin de fer de Paris à Orléans ; sur la commune, les travaux commencent en 1856 et la ligne est inaugurée le 19 juillet 1858. En 1878, à Dissay-sous-Courcillon, quelques kilomètres plus au nord, un pont sur la ligne s'effondre dans l'Escotais au passage d'un train ; le cours de la rivière est partiellement obstrué, ses eaux montent et une crue atteint Saint-Paterne. Les troupes prussiennes occupent Saint-Paterne-Racan à partir du 19 janvier 1871 et les réquisitions de l'occupant sont évaluées à 18 000 F, soit deux ans du budget municipal ; la commune doit contracter un emprunt spécifique pour faire face à cette charge. Le conflit fait sept victimes dans la population municipale, principalement des volontaires de la garde nationale mobile. Après la guerre et jusqu'aux années 1910, les travaux d'aménagement urbain sont nombreux : construction d'une école (1877), d'un pont sur l'Escotais (1895), agrandissement du cimetière (1909).

#### XXeetXXIesiècles

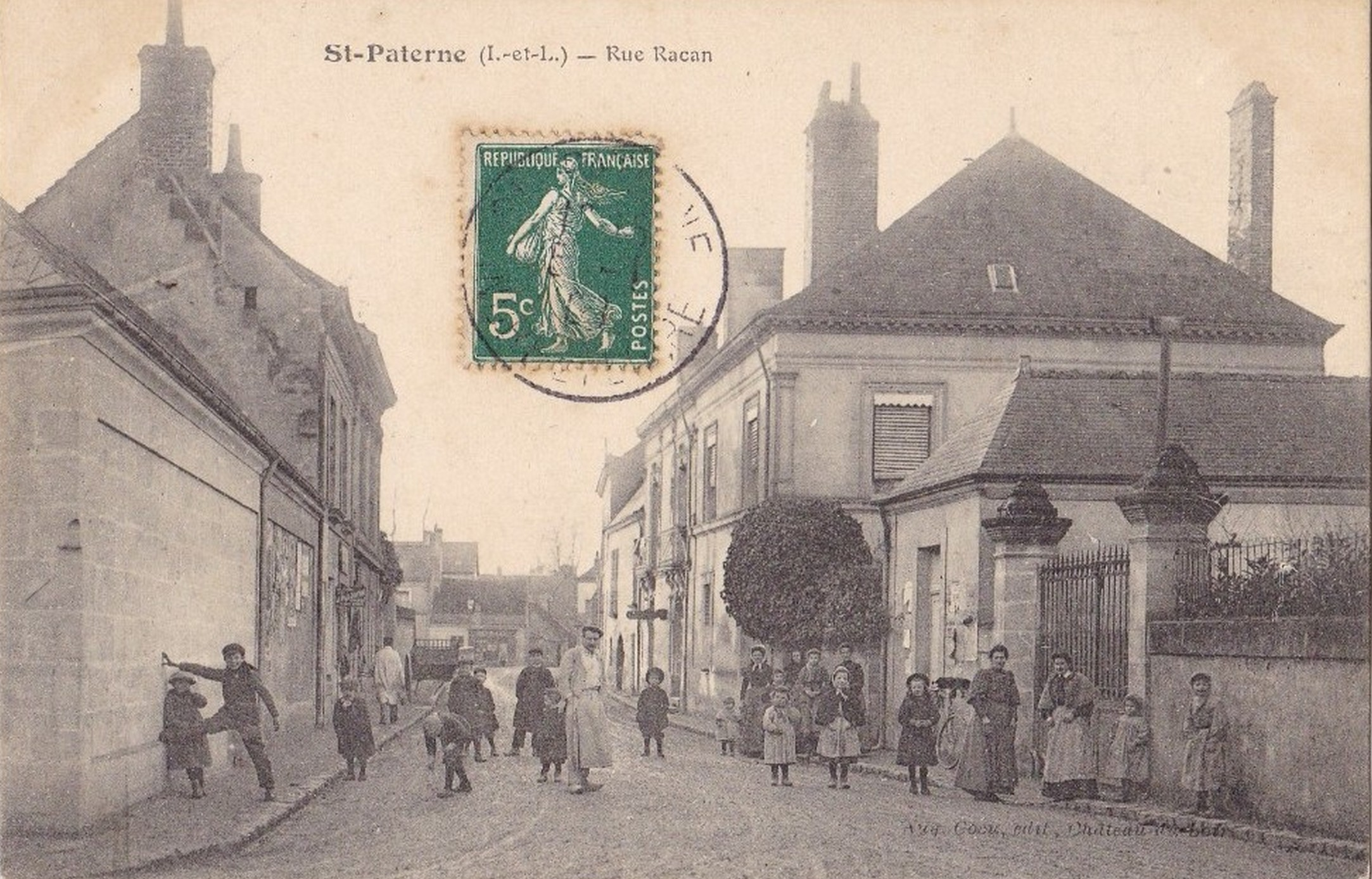
La rue Racan vers 1900.

Soixante-et-un soldats paternois meurent pendant la Première Guerre mondiale, la premier dès le 25 août 1914 à Signeulx (Belgique), le dernier le 7 août 1923 à Saint-Paterne, des suites de ses blessures. Plus d'un foyer sur dix est touché.
Au début de la Seconde Guerre mondiale, le ministère des Pensions se replie à Saint-Paterne-Racan et, en mai 1940, la poudrerie nationale du Ripault, située à Monts, réquisitionne des caves de la commune pour y dissimuler des stocks de poudre mais la cachette est découverte par les Allemands le 23 mai 1941. Plus tard, en 1944, des armes parachutées d'Angleterre et des responsables sarthois de l'Armée secrète sont cachés à la ferme de la Clarté. Le 13 août de la même année, le maire, Gaston Boyer, maintenu dans ses fonctions pendant l'occupation, est révoqué au profit d'Aimé Bion. Le conflit fait cinq victimes dans les rangs des soldats de la commune. Pendant ce conflit, le conseil municipal s'engage en 1940 aux côtés du maréchal Pétain dans le « redressement du pays » ; quatre ans plus tard, le « combat [du général de Gaulle] pour la renaissance de la France » est salué.

## Politique et administration

### Découpage administratif

#### Rattachements administratifs et électoraux
Du point de vue administratif, Saint-Paterne-Racan est rattachée à l'arrondissement de Chinon. Elle faisait partie du canton de Neuvy-le-Roi avant le redécoupage cantonal de 2014.
Du point de vue électoral, Saint-Paterne-Racan est rattachée à la 5e circonscription de l'Indre-et-Loire et depuis le redécoupage cantonal de 2014, elle est l'une des trente-six communes qui composent le canton de Château-Renault.
Toutes les juridictions intéressant Saint-Paterne-Racan sont regroupées à Tours, à l'exception du tribunal administratif et de la cour d'appel qui siègent à Orléans, préfecture de la région Centre-Val de Loire.

#### Intercommunalité
Saint-Paterne-Racan est l'une des dix-neuf communes qui composent la communauté de communes de Gâtine-Racan. Cette intercommunalité, née le 1er janvier 2017 de la fusion entre la Communauté de communes de Gâtine et Choisilles et de la Communauté de communes Pays de Racan, a dans un premier temps porté le nom de « communauté de communes de Gâtine et Choisilles – Pays de Racan ».
Le « syndicat intercommunal d'énergie d'Indre-et-Loire » (SIEIL), fondé en 1937, assure le contrôle et la coordination de l'ensemble des concessionnaires opérant en Indre-et-Loire dans le domaine de la distribution de gaz et d'électricité ; il intervient également sur le renforcement des réseaux de distribution d'électricité. Pour toutes les communes d'Indre-et-Loire, Tours exceptée, l'adhésion au service « Électricité » du SIEIL à titre individuel est rendue obligatoire par arrêté préfectoral en date du 23 avril 2008.
Saint-Paterne-Racan est l'une des 109 communes d'Indre-et-Loire adhérentes au syndicat intercommunal « Cavités 37 » dont les principaux rôles sont de réaliser des relevés topographiques et des diagnostics géologiques des cavités (caves, grottes, carrières…) ; il peut intervenir en contexte de sinistre ou de catastrophe naturelle et, lors de l'établissement d'un document d'urbanisme, il a également vocation à conseiller les communes sur les risques d'effondrement de terrains,.

### Tendances politiques et résultats
| Scrutin             | Scrutin             | 1er tour | 1er tour | 1er tour | 1er tour | 1er tour  | 1er tour | 1er tour | 1er tour  | 1er tour | 1er tour | 1er tour  | 1er tour | 2d tour | 2d tour | 2d tour | 2d tour | 2d tour | 2d tour |
| Scrutin             | Scrutin             | 1er      | 1er      | %        | 2e       | 2e        | %        | 3e       | 3e        | %        | 4e       | 4e        | %        | 1er     | 1er     | %       | 2e      | 2e      | %       |
| ------------------- | ------------------- | -------- | -------- | -------- | -------- | --------- | -------- | -------- | --------- | -------- | -------- | --------- | -------- | ------- | ------- | ------- | ------- | ------- | ------- |
| Présidentielle 2017 | Présidentielle 2017 |          | LR       | 27,94    |          | FN        | 26,46    |          | LFI       | 16,49    |          | EM        | 14,61    |         | EM      | 53,06   |         | FN      | 46,94   |
| Présidentielle 2022 | Présidentielle 2022 |          | LREM     | 24,51    |          | RN        | 33,20    |          | LFI       | 13,86    |          | REC       | 7,03     |         | RN      | 52,13   |         | LREM    | 47,87   |
| Législatives 2022   | 5e                  |          | RN       | 26,07    |          | LR        | 21,45    |          | MoDem-Ens | 19,80    |          | PCF-Nupes | 15,68    |         | RN      | 51,23   |         | MoDem   | 48,77   |
| Législatives 2024   | 5e                  |          | RN       | 49,31    |          | MoDem-Ens | 19,59    |          | PCF-NFP   | 16,59    |          | LR        | 11,98    |         | RN      | 56,17   |         | MoDem   | 43,83   |

## Population et société
Les habitants de Saint-Paterne-Racan sont appelés les « Saint-Paternois ».

### Démographie

#### Évolution démographique
Aux XVIIe et XVIIIe siècles, la paroisse de Saint-Paterne est la plus peuplée de la région : sa population fluctue entre 340 et 450 feux, un feu étant estimé à un peu plus de quatre personnes.
L'évolution du nombre d'habitants est connue à travers les recensements de la population effectués dans la commune depuis 1793. Pour les communes de moins de 10 000 habitants, une enquête de recensement portant sur toute la population est réalisée tous les cinq ans, les populations de référence des années intermédiaires étant quant à elles estimées par interpolation ou extrapolation. Pour la commune, le premier recensement exhaustif entrant dans le cadre du nouveau dispositif a été réalisé en 2007.

En 2022, la commune comptait 1 697 habitants, en évolution de +2,17 % par rapport à 2016 (Indre-et-Loire : +1,67 %, France hors Mayotte : +2,11 %).
| 1793  | 1800  | 1806  | 1821  | 1831  | 1836  | 1841  | 1846  | 1851  |
| ----- | ----- | ----- | ----- | ----- | ----- | ----- | ----- | ----- |
| 2 095 | 2 159 | 2 157 | 2 203 | 2 060 | 2 118 | 2 148 | 2 056 | 2 022 |

| 1856  | 1861  | 1866  | 1872  | 1876  | 1881  | 1886  | 1891  | 1896  |
| ----- | ----- | ----- | ----- | ----- | ----- | ----- | ----- | ----- |
| 1 940 | 1 957 | 1 909 | 1 754 | 1 800 | 1 832 | 1 772 | 1 792 | 1 771 |

| 1901  | 1906  | 1911  | 1921  | 1926  | 1931  | 1936  | 1946  | 1954  |
| ----- | ----- | ----- | ----- | ----- | ----- | ----- | ----- | ----- |
| 1 800 | 1 848 | 1 853 | 1 688 | 1 703 | 1 668 | 1 606 | 1 724 | 1 639 |

| 1962  | 1968  | 1975  | 1982  | 1990  | 1999  | 2006  | 2007  | 2012  |
| ----- | ----- | ----- | ----- | ----- | ----- | ----- | ----- | ----- |
| 1 693 | 1 617 | 1 718 | 1 508 | 1 449 | 1 511 | 1 637 | 1 655 | 1 637 |

| 2017  | 2022  | - | - | - | - | - | - | - |
| ----- | ----- | - | - | - | - | - | - | - |
| 1 665 | 1 697 | - | - | - | - | - | - | - |

|                                           | 1968 - 1975 | 1975 - 1982 | 1982 - 1990 | 1990 - 1999 | 1999 - 2010 | 2010 - 2014 | 2014 - 2020 |
| ----------------------------------------- | ----------- | ----------- | ----------- | ----------- | ----------- | ----------- | ----------- |
| Taux de variation annuel de la population | + 0,9 %     | - 1,8 %     | - 0,5 %     | + 0,5 %     | + 1,2 %     | - 0,5 %     | 0,0 %       |
| Solde naturel                             | + 0,9 %     | 0,0 %       | + 0,1 %     | + 0,1 %     | + 0,3 %     | + 0,1 %     | + 0,1 %     |
| Solde migratoire                          | - 0,1 %     | - 1,8 %     | - 0,6 %     | + 0,4 %     | + 0,9 %     | - 0,6 %     | - 0,1 %     |

L'amélioration des conditions de vie au XIXe siècle conduit à une augmentation de la population jusqu'en 1841 mais la mutation économique (fin de l'artisanat textile, mécanisation de l'agriculture) se traduit par un renversement de la tendance et une lente érosion démographique jusque dans les années 1980.

#### Pyramide des âges
Les pyramides des âges de la commune et du département s'établissent comme suit.
| Hommes | Classe d’âge | Femmes |
| ------ | ------------ | ------ |
| 1,1    | 90 ou +      | 2,0    |
| 9,2    | 75-89 ans    | 13,0   |
| 18,3   | 60-74 ans    | 15,8   |
| 22,2   | 45-59 ans    | 22,6   |
| 17,6   | 30-44 ans    | 17,5   |
| 15,4   | 15-29 ans    | 11,4   |
| 16,3   | 0-14 ans     | 17,8   |

| Hommes | Classe d’âge | Femmes |
| ------ | ------------ | ------ |
| 0,9    | 90 ou +      | 2,2    |
| 7,9    | 75-89 ans    | 10,2   |
| 17,3   | 60-74 ans    | 18,1   |
| 19,8   | 45-59 ans    | 19,1   |
| 17,9   | 30-44 ans    | 17,2   |
| 18,5   | 15-29 ans    | 17,5   |
| 17,6   | 0-14 ans     | 15,6   |

### Enseignement
Saint-Paterne-Racan se situe dans l'académie d'Orléans-Tours (Zone B) et dans la circonscription de Saint-Cyr-sur-Loire.
L'école maternelle et l'école élémentaire Pierre Robert accueillent les élèves de la commune.

### Sport et culture
Des foires sont attestées à Saint-Paterne-Racan depuis le Moyen Âge, mais c'est en 1921 que le principe d'une foire annuelle est acquis, et c'est depuis 1957 qu'elle se déroule le premier mai. Foire aux bestiaux à l'origine, elle devient au fil des années plus « généraliste », reflétant la diversité de l'activité économique et associative de la commune,.

## Économie

### Tissu économique

#### De la viticulture à l'arboriculture
Le vignoble de Saint-Paterne est encore étendu sur les pentes exposées au sud des coteaux jusqu'à la crise du phylloxéra à la fin du XIXe siècle ; par la suite, et malgré la plantation de vignes non sensibles, il régresse progressivement (156 ha en 1928 mais 9 au début des années 1990) au profit des vergers. Au XXIe siècle, la culture de la vigne à Saint-Paterne-Racan est anecdotique, bien que la commune se trouve dans la zone d'appellation d'origine contrôlée des coteaux-du-loir.
Le nord de l'Indre-et-Loire et une partie de la Sarthe sont, depuis le XVIe siècle, tournés vers la culture de la pomme, mais en mode extensif, sous forme d'arbres isolés dans des vignes ou des prés. À Saint-Paterne, la culture se rationalise au début du XXe siècle avec des plantations importantes de la variété Reinette du Mans cultivée en haute tige. Dans les années 1950, les arbres de basse tige ou conduits en espaliers prennent la place des anciens vergers, avec un changement de la gamme variétale, la Reinette du Mans s'accommodant mal de ces nouvelles méthodes de conduite ; la superficie communale dédiée aux vergers passe de 62 ha en 1952 à 512 ha en 1973.
Une crise liée à la surproduction amène une diminution du nombre d'exploitations mais, si la superficie baisse (355 ha en 1988), la production se maintient au-dessus de 15 000 t/an car les rendements à l'hectare continuent de croître. Une partie des arboriculteurs s'organisent en groupement de producteurs, mettent sur pied des structures communes de stockage et de commercialisation, tandis que d'autres souhaitent garder leur autonomie, convertissent leur exploitation à l'agriculture biologique, écoulent leur production sur des circuits courts ou développent la cueillette à la ferme. La superficie des vergers diminue toutefois fortement, passant à 273 ha en 2000 et à 113 ha en 2010.
Cette mutation de la viticulture à l'arboriculture n'est pas propre à la région de Saint-Paterne-Racan. C'est celle de tous les bassins fruitiers du département d'Indre-et-Loire.

## Culture locale et patrimoine

### Lieux et monuments
L'abbaye de La Clarté-Dieu est une abbaye cistercienne fondée en 1240.
L'église paroissiale Saint-Paterne, édifiée au XIe siècle, sans doute en remplacement d'un oratoire dont aucun vestige ne subsiste. Elle est reconstruite au XVe puis remaniée au XVIIIe siècle après un incendie en 1768. L'édifice est protégé par inscription à l'inventaire des monuments historiques depuis 1947.
Le château de la Roche Racan, construit au XVIe siècle, fut la propriété de la famille de Bueil puis des Escotais.
Le château d'Hodebert, datant du XVIIe siècle, fut la propriété notamment des familles Brissonet, Goüin, de Sarcé et Roullet de La Bouillerie. Son parc abrite un polissoir néolithique.
Le château du Breuil est partiellement reconstruit au XIXe siècle.
Les lambris et le décor peint sur toile de la salle des mariages de la mairie de Saint-Paterne-Racan sont inscrits comme objets protégés dans la base Palissy en 1990,.

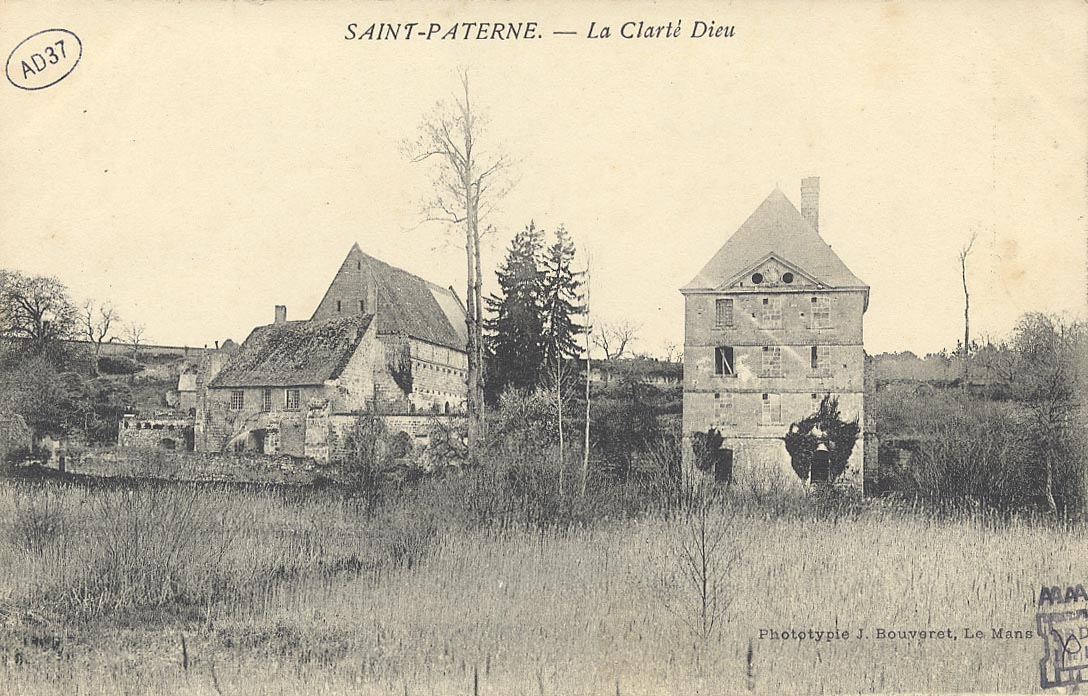
Abbaye de La Clarté-Dieu.
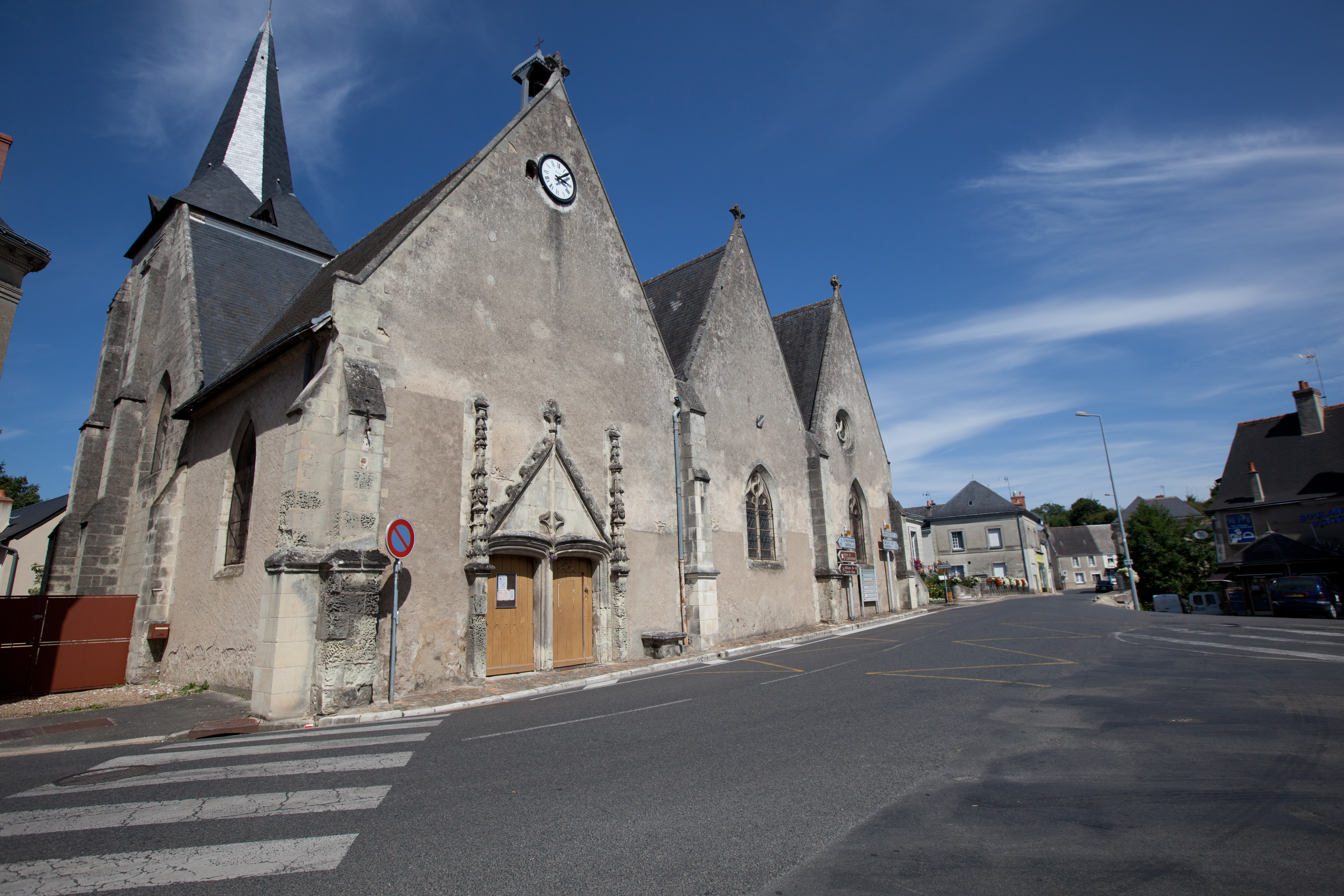
Église Saint-Paterne.
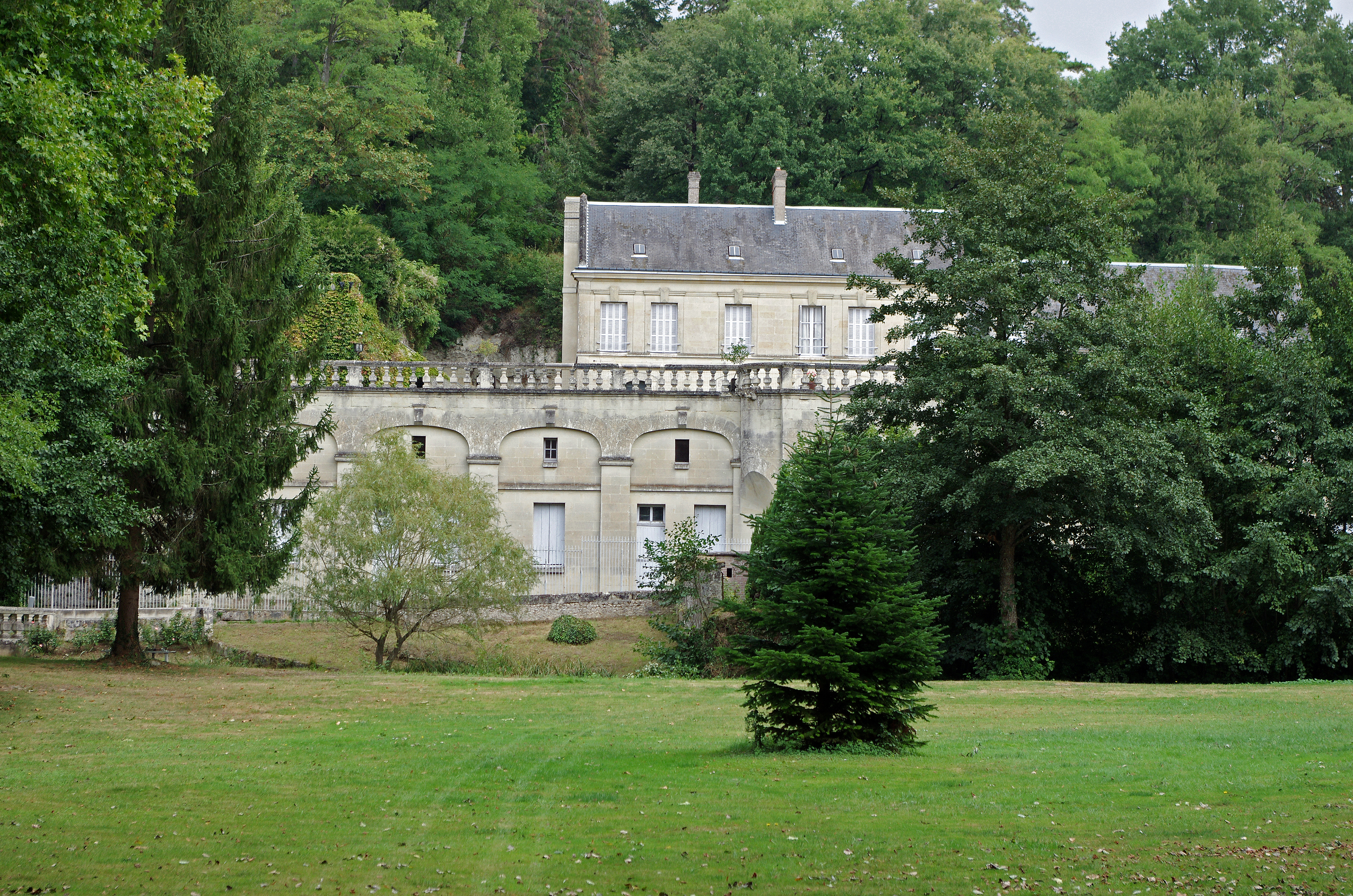
Château de la Roche-Racan.
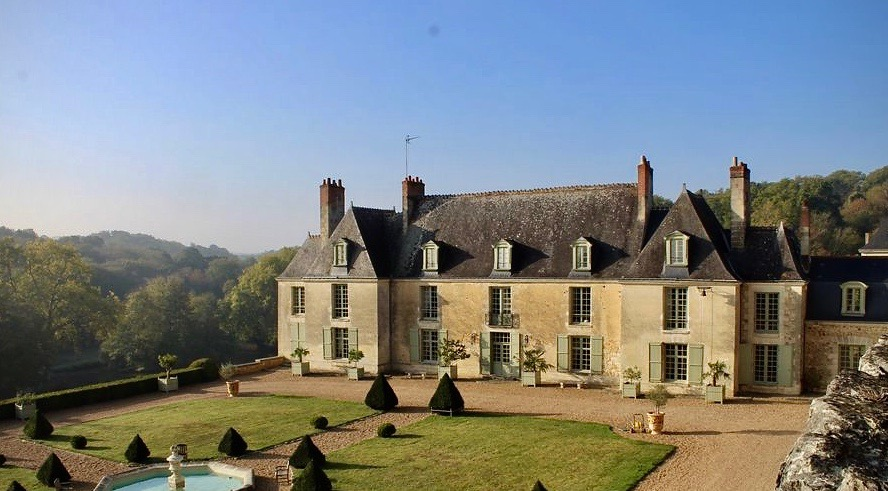
Château d'Hodebert.
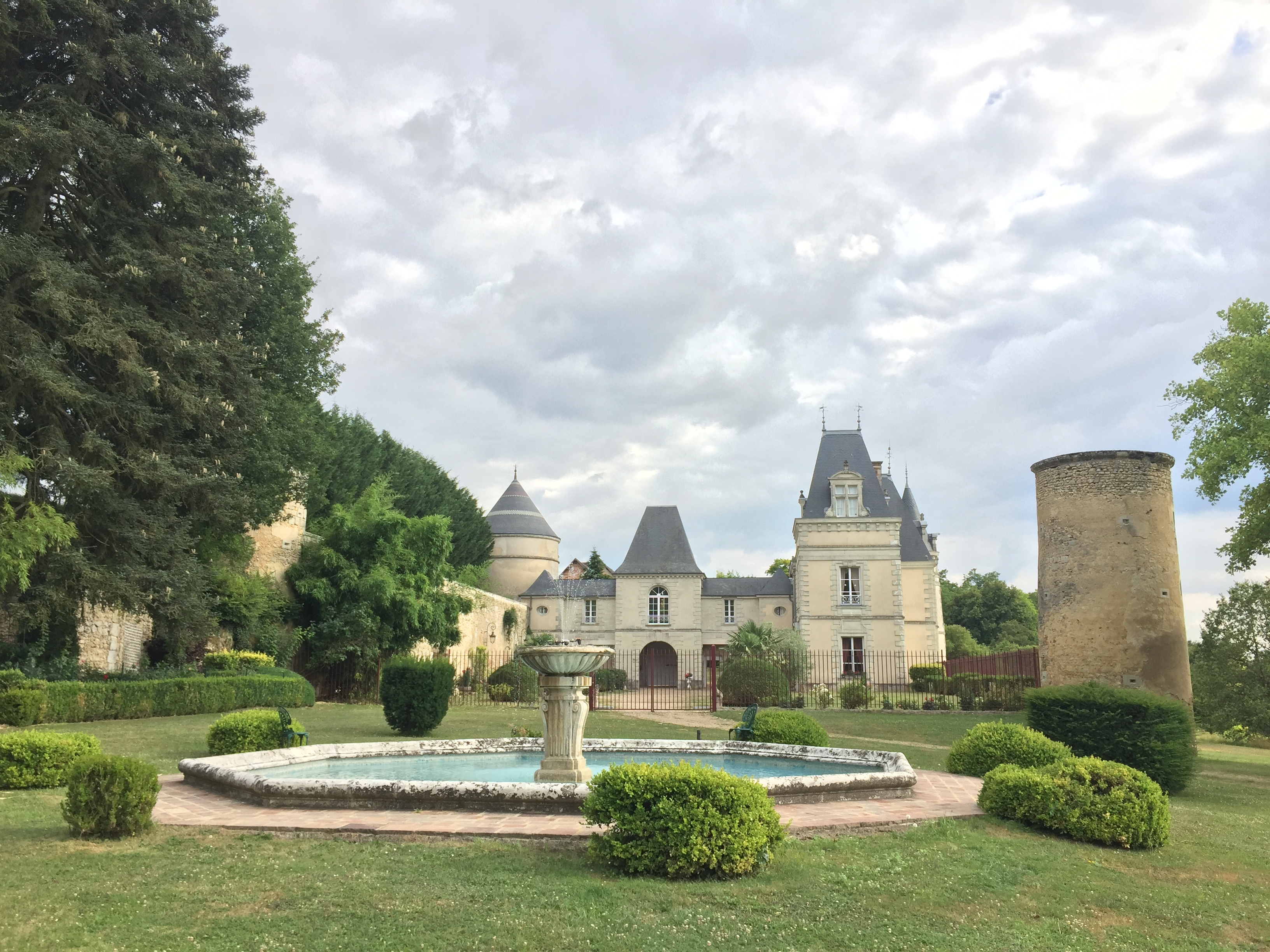
Château du Breuil.

### Personnalités liées à la commune
Honorat de Bueil de Racan (1589-1670), le poète Racan, membre de l'Académie française a résidé au château de la Roche et a partiellement donné son nom à la commune.
Jacques II Gabriel (1605-1662), maître maçon originaire d'Argentan, a construit à partir de 1638 le château de La Roche-Racan pour le poète Racan dont il a aussi été un des secrétaires. En 1983, son nom est donné à l'espace socio-culturel de Saint-Paterne-Racan.
Louis-Jacques des Escotais (1746-1795), maréchal de France sous Louis XV, naît au château de la Roche. À la Révolution française, il émigre en Angleterre où il meurt.
Julie Bouchaud des Hérettes (1784-1817), épouse Jacques Charles à Saint-Paterne le 6 thermidor an XII (25 juillet 1804) ; elle réside alors à la Grange-Saint-Martin chez son oncle. Elle devient par la suite l'amante de Lamartine et inspiratrice du personnage d'Elvire.
Adolphe d'Espie, (1878-1956), écrivain sous le pseudonyme de Jean de La Hire, réside au Breuil pendant la Seconde Guerre mondiale. C'est là qu'il est arrêté le 9 août 1944 en raison de ses positions collaboratrices.
Claude Lebrun (1929-2019), créatrice du personnage de Petit Ours Brun, naît à Saint-Paterne-Racan où son père exerce la profession de chauffeur de poids lourd.

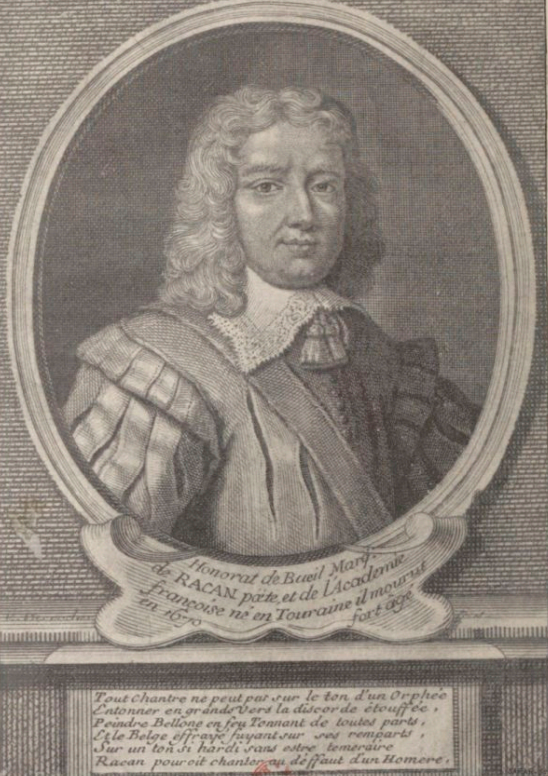
Racan par Étienne Jehandier Desrochers.
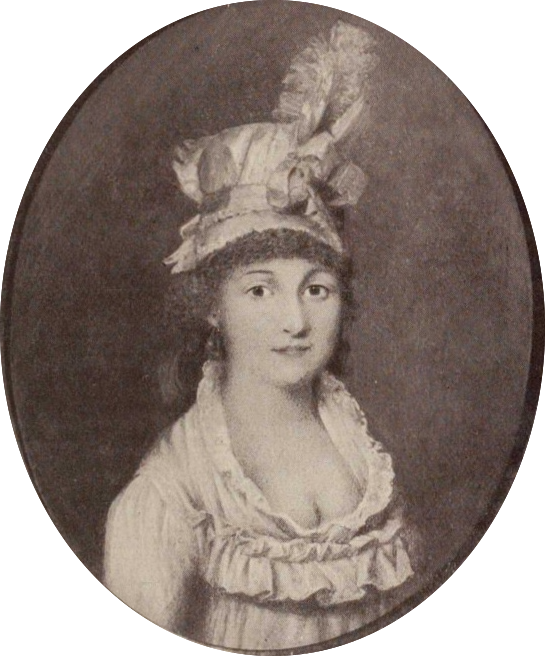
Julie Bouchaud des Hérettes par Henri Élouis.
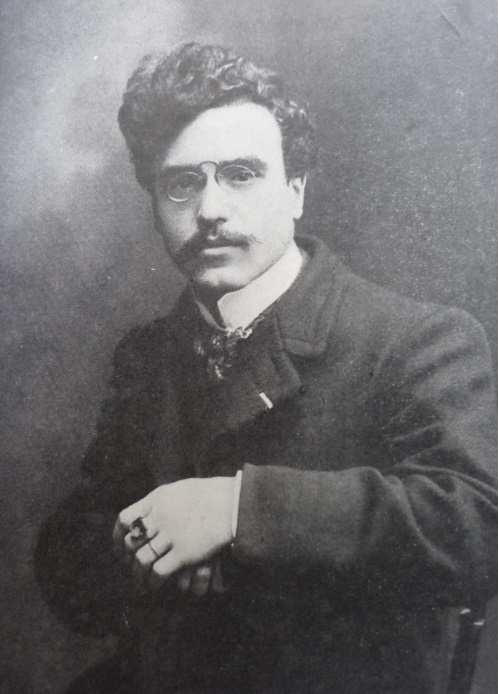
Adolphe d'Espie.

### Héraldique
| Blason de Saint-Paterne-Racan | Les armes de Saint-Paterne-Racan se blasonnent ainsi : D'azur au croissant d'argent accompagné de six croisettes potencées au pied fiché d'or ordonnées 3 et 3.. |